# Juvhel Tsoumou
Juvhel Tsoumou (n. 27 decembrie 1990, Brazzaville, Republica Congo) este un fotbalist german și congolez liber de contract, care joacă pe post de atacant. Pe plan internațional, are prezențe la națională pentru Republica Congo.